# LTR-Retrotransposon
Unter LTR-Retrotransposons versteht man transponible (bewegliche) Elemente im Genom, die als Zwischenstufe RNA nutzen (Retroelemente) und von long terminal repeats (LTR) flankiert sind. Die LTRs sind 250–600 bp lang und in gleicher Richtung ausgerichtet (direct repeats). Zusätzlich gibt es auch entgegengesetzt ausgerichtete Sequenzwiederholungen (inverted repeats), die bei der Retrotransposition eine bedeutende Rolle spielen, aber viel kleiner sind.

## Aufbau
Typischerweise enthalten LTR-Retrotransposons ein gag- (group-specific antigen) und ein pol-Gen. Das pol-Gen codiert für ein Protein, das Aktivität für eine Reverse Transkriptase, für eine RNaseH, für eine Protease und eine Integrase besitzt.
Diverse Vertreter, wie zum Beispiel die gypsy-Familie besitzen zudem noch ein defektes Gen für ein Hüllprotein (env für envelop). Somit bestehen LTR-Retrotransposons aus den gleichen Elementen wie Retroviren, wobei die Hüllproteine entweder defekt oder deletiert sind, sodass sie als sehr nahe Verwandte der Retroviren angesehen werden können.

## Bedeutende Vertreter
Wichtige Familien sind die TY1-copia-Familie in sämtlichen grünen Pflanzen (Algen bis höhere Pflanzen) und die TY3-gypsy-Familie in Samenpflanzen.
LTR-Retrotransposons finden sich aber auch in Tieren.

Im menschlichen Genom machen sie circa 8,5 % aus. Die größte Familie, die HERVs (human endogen retro virus) machen ca. 4,7 % aus, die MaLR (mammalian apparent LTR-retrotransposon) machen etwa 3,8 % aus.

## Bedeutung
Für die Bedeutung siehe auch den Abschnitt im Artikel: LTR-Element.